# کریس مسینا (مخترع)
کریس مسینا (انگلیسی: Chris Messina زاده ۷ ژانویه ۱۹۸۱) برنامه‌نویس و مخترع آمریکایی می‌باشد. وی به دلیل اختراع هشتگ شناخته می‌شود.
در سال ۲۰۰۶، پیشنهاد استفاده از هشتگها را به جک_دورسی و دیگر بنیانگذاران توییتر داد اما آنها آن را غیرهوشمندانه خواندند و آن را رد کردند. در سال ۲۰۰۶، او در توییتی مردم را به استفاده از هشتگ دعوت کرد که در همان روزهای اول، عده بسیار زیادی از آن استقبال کردند. سرانجام توییتر و فیسبوک و دیگر شبکه‌های اجتماعی آن را به پلتفرم خود اضافه کردند.